# Stroomi rand
Stroomi rand (estniska: Pelgurand, Stromka) är en strand i Estland.   Den ligger i landskapet Harjumaa, i den nordvästra delen av landet.